# Euepalpus
Euepalpus är ett släkte av tvåvingar. Euepalpus ingår i familjen parasitflugor.
Kladogram enligt Catalogue of Life:
| Euepalpus | \| \| Euepalpus flavicauda \| \| \| \| \| \| Euepalpus vestitus \| \| \| \| |
|           | \| \| Euepalpus flavicauda \| \| \| \| \| \| Euepalpus vestitus \| \| \| \| |
|           | Euepalpus flavicauda                                                        |
|           |                                                                             |
|           | Euepalpus vestitus                                                          |
|           |                                                                             |